# Today (альбом)
Today (с англ. — «Сегодня») — двадцать первый студийный альбом американского певца Элвиса Пресли, вышедший в 1975 году. Последний музыкальный альбом, записанный на студии. Последующие диски будут записываться в Греслэнде. Альбом включает композиции в стиле рок-н-ролл и рок. На гитаре играл музыкант Джеймс Бертон, который также участвовал в концерте Aloha From Hawaii. Альбом занял 57-е место в американском хит-параде.

## Обзор
С декабря 1973 по февраль 1976 года Пресли записывался лишь один раз — в марте 1975 года для альбома «Today». К тому времени музыкант потерял всякий интерес к студийной работе. Записав всего 10 песен, как требовалось для нового альбома, Пресли моментально уехал, предоставив музыкантам позже самим дорабатывать дорожки. Эти записи стали последними записанными в профессиональной студии: последующие альбомы записывались у Пресли дома.
«Today» состоит из кантри и эстрадных баллад, отражавших интерес Пресли того времени. На пластинку вошли кавер-версии известных кантри-хитов «I Can Help» и «Green, Green Grass Of Home», а также ритм-н-блюзовая «Shake A Hand».

## Список композиций
1. I Can Help
2. And I Love You So
3. Woman Without LOve
4. Fairytale
5. Shake A Hand
6. Susan When She Tried
7. Bringin' It Back
8. Pieces Of My Life
9. T-R-O-U-B-L-E
10. Green, Green Grass Of Home

## Альбомные синглы
- T-R-O-U-B-L-E / Mr. Songman (апрель 1975; #35)
- Bringing It Back / Pieces Of My Life (сентябрь 1975)